# カウターノ
カウターノ（イタリア語: Cautano）は、イタリア共和国カンパニア州ベネヴェント県にある、人口約2,000人の基礎自治体（コムーネ）。

## 地理

### 位置・広がり
ベネヴェント県のコムーネ。県都ベネヴェントから西へ12kmの距離にある。

#### 隣接コムーネ
隣接するコムーネは以下の通り。
- カンポリ・デル・モンテ・タブルノ
- フォリアニーゼ
- フラッソ・テレジーノ
- トッコ・カウディオ
- ヴィトゥラーノ

## 行政

### 分離集落
カウターノには、以下の分離集落（フラツィオーネ）がある。
- Cacciano, Loreto, Pantanelle, Maione, Prata, Sala, San Giovanni